# Prohibició
|  | No s'ha de confondre amb Interdicte o Proscripció. |

|  | Aquest article tracta sobre el terme general. Si cerqueu el terme militar, vegeu «Interdicció». |

Una prohibició o interdicció és el fet de no donar permís a algú d'actuar de certa manera. En l'àmbit jurídic, es correspon amb l'ordre explícita d'una figura superior o d'una autoritat. Concretament, en el dret administratiu, una administració pública constitueix el proscriptor, que interpel·la un administrat per a evitar que dugui a terme certa activitat.